# Bunbury City
Bunbury City är en kommun i Western Australia, Australien. Kommunen, som är belägen vid kusten 180 kilometer söder om Perth, i regionen South West, har en yta på 66 kvadratkilometer, och en folkmängd, enligt 2011 års folkräkning, på 31 348. Huvudort är Bunbury, vars förorter sträcker sig långt in i angränsande kommuner.